# 中村吉三郎
中村吉三郎（なかむら きちさぶろう、本名：佐藤實（さとうみのる）、1949年10月21日 - ）は、歌舞伎役者。屋号は「播磨屋」・定紋は「揚羽蝶」。東京都出身。日本大学芸術学部中退。

## 経歴
- 1972年、国立劇場第一歌舞伎俳優研修修了。国立劇場での『一谷嫩軍記』で初舞台。国立劇場特別賞を受賞した。
- 1973年、八代目松本幸四郎の門下で二代目松本錦彌。この年に国立劇場奨励賞を受賞。
- 1978年、中村吉右衛門の門下で中村吉三。
- 1979年、国立劇場小劇場歌舞伎会努力賞
- 1981年、中村吉三郎と改名。名題昇進。歌舞伎俳優研修生で史上初めて名題試験に合格する。
- 1990年、アメリカ公演。
- 1996年、イタリア・香港・アメリカ公演。
- 2002年、第八回日本俳優協会賞を受賞。